# David Fumanelli

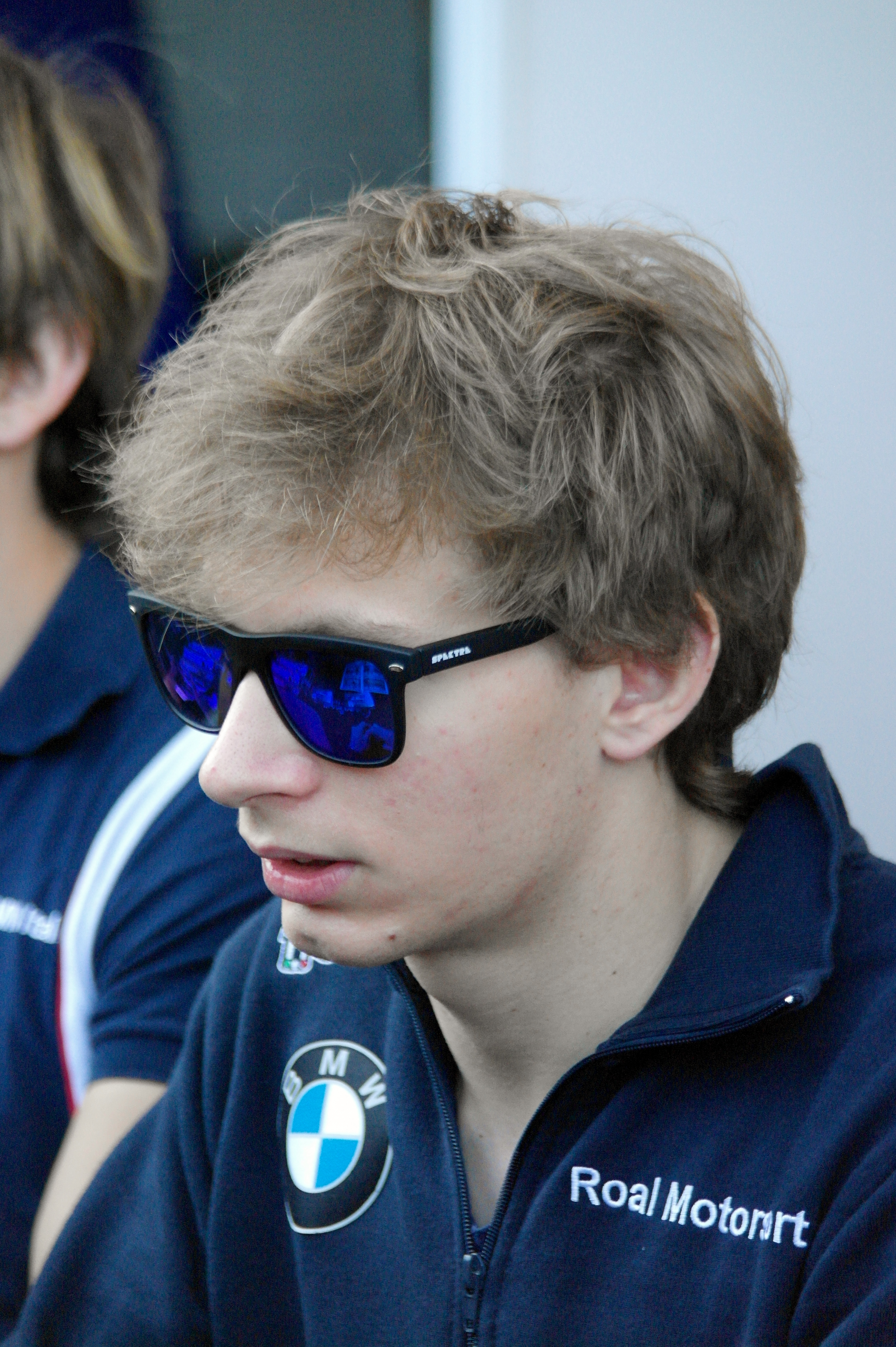
David Fumanelli (2014)

David Fumanelli (* 21. April 1992 in Mailand) ist ein italienischer Automobilrennfahrer. Er trat 2012 und 2013 in der GP3-Serie an.

## Karriere
Fumanelli begann seine Motorsportkarriere 2008 im Formelsport. Für RP Motorsport startete er in der italienischen Formel Renault und wurde 25. in der Fahrerwertung. Darüber hinaus nahm er an zwei Rennwochenenden der spanischen Formel-3-Meisterschaft teil. 2009 trat er die komplette Saison in dieser Meisterschaft, die inzwischen European F3 Open hieß, an. Fumanelli blieb in der ersten Saisonhälfte punktelos. In der zweiten Saisonhälfte gelang ihm eine Steigerung und er kam nur bei zwei Rennen nicht in die Punkte. Darüber hinaus entschied er zwei Rennen für sich. Während sein Teamkollege Stefano Bizzarri Gesamtdritter wurde, erzielte Fumanelli den achten Platz in der Fahrerwertung. Darüber hinaus startete er zu zwei Veranstaltungen der italienischen Formel-3-Meisterschaft und blieb dort ohne Punkte.
2010 blieb Fumanelli bei RP Motorsport in der European F3 Open. Er gewann drei Rennen und beendete die Saison punktgleich mit dem zweitplatzierten Callum MacLeod auf dem dritten Meisterschaftsplatz. Teamintern setzte er sich gegen alle Teamkollegen durch. Darüber hinaus nahm er für RP Motorsport erneut an einer Veranstaltung der italienischen Formel 3 teil. 2011 bestritt Fumanelli seine dritte komplette Saison in der European F3 Open. Mit vier Siegen war Fumanelli in diesem Jahr der Fahrer, der die meisten Rennen für sich entschieden hatte. In der Gesamtwertung musste er sich mit 115 zu 120 Punkten allerdings Alex Fontana geschlagen geben. Wie in den Vorjahren startete er zu einer italienischen Formel-3-Veranstaltung.
2012 ging Fumanelli für MW Arden in der GP3-Serie an den Start. Er erzielte einen dritten Platz als bestes Resultat. Im Gegensatz zu seinen Teamkollegen Mitch Evans und Matias Laine blieb Fumanelli ohne Sieg. Während Evans den Meistertitel gewann, wurde Fumanelli Elfter in der Fahrerwertung. Zur Saison 2013 wechselte Fumanelli innerhalb der GP3-Serie zu Trident. Seine einzige Punkteplatzierung gelang ihm mit einem siebten Platz beim Saisonauftakt. Am letzten Rennwochenende kam er nicht mehr zum Einsatz. Während sein Teamkollege Giovanni Venturini ein Rennen gewann und den 15. Rang belegte, wurde Fumanelli 19. in der Fahrerwertung.

## Statistik

### Karrierestationen
- 2008: Italienische Formel Renault (Platz 25)
- 2008: Spanische Formel 3 (Platz 31)
- 2009: European F3 Open (Platz 8)
- 2009: Italienische Formel 3 (Platz 22)
- 2010: European F3 Open (Platz 3)
- 2010: Italienische Formel 3 (Platz 20)
- 2011: European F3 Open (Platz 2)
- 2011: Italienische Formel 3 (Platz 18)
- 2012: GP3-Serie (Platz 11)
- 2013: GP3-Serie (Platz 19)

### Einzelergebnisse in der GP3-Serie
| Jahr | Team           | 1   | 2   | 3   | 4   | 5   | 6   | 7   | 8   | 9   | 10  | 11  | 12  | 13  | 14  | 15  | 16  | Punkte | Rang |
| ---- | -------------- | --- | --- | --- | --- | --- | --- | --- | --- | --- | --- | --- | --- | --- | --- | --- | --- | ------ | ---- |
| 2012 | MW Arden       | ESP | ESP | MON | MON | ESP | ESP | GBR | GBR | GER | GER | HUN | HUN | BEL | BEL | ITA | ITA | 47     | 11.  |
| 2012 | MW Arden       | 9   | 17  | 4   | 5   | 3   | 16  | DNS | DNS | 12  | 10  | 8   | DNF | 20  | DNF | 6   | 13  | 47     | 11.  |
| 2013 | Trident Racing | ESP | ESP | ESP | ESP | GBR | GBR | GER | GER | HUN | HUN | BEL | BEL | ITA | ITA | UAE | UAE | 6      | 19.  |
| 2013 | Trident Racing | 7   | 17  | DNF | DNF | DNF | 20  | 17  | 20  | 16  | 18  | 15  | 14  | 15  | 18  |     |     | 6      | 19.  |